# Canton de Villersexel
Le canton de Villersexel est une circonscription électorale française située dans le département de la Haute-Saône et la région Bourgogne-Franche-Comté.

## Géographie
Ce canton est organisé autour de Villersexel dans les arrondissements de Lure et de Vesoul. Son altitude varie de 223 m (Colombe-lès-Vesoul) à 532 m (Courchaton).

## Histoire
Par décret du 17 février 2014, le nombre de cantons du département est divisé par deux, avec mise en application aux élections départementales de mars 2015. Le canton de Villersexel est conservé et s'agrandit. Il passe de 32 à 47 communes.

## Représentation

### Conseillers d'arrondissement (de 1833 à 1940)
| Période                                  | Période | Identité        | Étiquette | Qualité |
| ---------------------------------------- | ------- | --------------- | --------- | --- |
| 1833                                     | 1839    | Nicolas Élion   |           | Propriétaire à Gouhenans                                                                                    |
| 1839                                     | 1848    | M. Truchot      |           | Notaire, suppléant du juge de paix à Villersexel                                                            |
|                                          |         |                 |           | |
| 1919                                     | 1928    | Pierre Miroudot | Droite    | Médecin à Villersexel                                                                                       |
| 1928                                     | 1931    |                 |           | |
| 1931                                     | 1940    | Émile Racenet   | URD       | Éleveur, maire de Moffans                                                                                   |
| 1940                                     |         |                 |           | Les conseils d'arrondissement ont été suspendus par la loi du 12 octobre 1940 et n'ont jamais été réactivés |
| Les données manquantes sont à compléter. |         |                 |           | |

### Conseillers généraux de 1833 à 2015
| Période | Période      | Identité                                                           | Étiquette                         | Qualité |
| ------- | ------------ | ------------------------------------------------------------------ | --------------------------------- | --- |
| 1833    | 1841 (décès) | Alexandre Marie François de Sales Théodule de Grammont (1766-1841) | Libéral                           | Officier, propriétaire du château de Villersexel Député (1815-1822, 1827-1839)                                                                              |
| 1841    | 1880         | Ferdinand de Grammont                                              | Droite                            | Ancien officier de cavalerie Maître de forges Propriétaire à Villersexel Député (1839-1876)                                                                 |
| 1880    | 1886         | Charles Baïhaut                                                    | Républicain                       | Ingénieur, propriétaire à Mollans Député (1877-1893) Ministre des Travaux publics (1886)                                                                    |
| 1886    | 1898         | Hilaire Chevreux                                                   | Républicain                       | Directeur de la saline de Gouhenans |
| 1898    | 1904         | Jean-Hugues de Salignac-Fénelon                                    | Conservateur                      | Propriétaire à Cirey-sur-Blaise Député (1898-1902) |
| 1904    | 1908 (décès) | Hilaire Chevreux                                                   | Républicain                       | Directeur de salines à Gouhenans |
| 1908    | 1922         | Paul Chevreux (fils du précédent)                                  | RG                                | Médecin |
| 1922    | 1928         | Joseph Grosjean                                                    |                                   | Retraité à Villargent |
| 1928    | 1940         | Pierre Miroudot                                                    | URD                               | Médecin à Villersexel, conseiller d'arrondissement Membre de la Commission administrative départementale (1941-1943) Nommé conseiller départemental en 1943 |
|         |              |                                                                    |                                   | |
| 1945    | 1951         | Pierre Chatelot (1898-1968)                                        | Républicain antifasciste puis RGR | Médecin à Villersexel |
| 1951    | 1994         | Michel Miroudot                                                    | RI puis UDF                       | Médecin Sénateur (1968-1995) Maire de Villersexel de 1953 à 1992 Président du Conseil général (1976-1979)                                                   |
| 1994    | 2001         | Maurice Manière                                                    | UDF                               | Vétérinaire Maire-adjoint de Villersexel |
| 2001    | 2015         | Gérard Pelleteret,                                                 | DVG                               | Enseignant Maire de Villersexel (2001-2020) |

### Conseillers départementaux à partir de 2015
| Période élective | Période élective | Mandat | Mandat   | Identité          | Nuance | Nuance | Qualité |
| ---------------- | ---------------- | ------ | -------- | ----------------- | ------ | ------ | --- |
| 2015             | 2021             | 2015   | 2021     | Sabrina Fleurot   |        | DVG    | Libraire, puis collaboratrice d'élus au Conseil régional de Franche-Comté Conseillère régional (2004-2010) Maire de Neurey-lès-la-Demie                       |
| 2015             | 2021             | 2015   | 2021     | Gérard Pelleteret |        | DVG    | Enseignant retraité Maire de Villersexel (2001-2020) Président de la Communauté de communes du Pays de Villersexel 9e vice-président du Conseil départemental |
| 2021             | 2028             | 2021   | en cours | Isabelle Gehin    |        | LR     | Formatrice, consultante en entreprise, Mélecey |
| 2021             | 2028             | 2021   | en cours | Michel Richard    |        | LR     | Retraité, maire d'Esprels |

### Résultats détaillés

#### Élections de mars 2015
À l'issue du 1er tour des élections départementales de 2015, trois binômes sont en ballottage : Sabrina Fleurot et Gérard Pelleteret (PS, 37,74 %), Isabelle Gehin et Michel Richard (DVD, 32,9 %) et Jeanne Cugnot et Patrice Froissard (FN, 29,36 %). Le taux de participation est de 66,85 % (6 032 votants sur 9 023 inscrits) contre 59,21 % au niveau départemental et 50,17 % au niveau national.
Au second tour, Sabrina Fleurot et Gérard Pelleteret (PS) sont élus avec 39,09 % des suffrages exprimés et un taux de participation de 70,07 % (2 387 voix pour 6 323 votants et 9 024 inscrits).

#### Élections de juin 2021
Le premier tour des élections départementales de 2021 est marqué par un très faible taux de participation (33,26 % au niveau national). Dans le canton de Villersexel, ce taux de participation est de 48,2 % (4 345 votants sur 9 014 inscrits) contre 40,34 % au niveau départemental. À l'issue de ce premier tour, deux binômes sont en ballottage : Isabelle Gehin et Michel Richard (Union au centre et à droite, 37,15 %) et Barbara Bockstall et Patrick Goux (DVG, 36,37 %).
Le second tour des élections est marqué une nouvelle fois par une abstention massive équivalente au premier tour. Les taux de participation sont de 34,36 % au niveau national, 42,9 % dans le département et 52,34 % dans le canton de Villersexel. Isabelle Gehin et Michel Richard (Union au centre et à droite) sont élus avec 54,48 % des suffrages exprimés (2 333 voix pour 4 717 votants et 9 012 inscrits),,.

## Composition

### Composition avant 2015

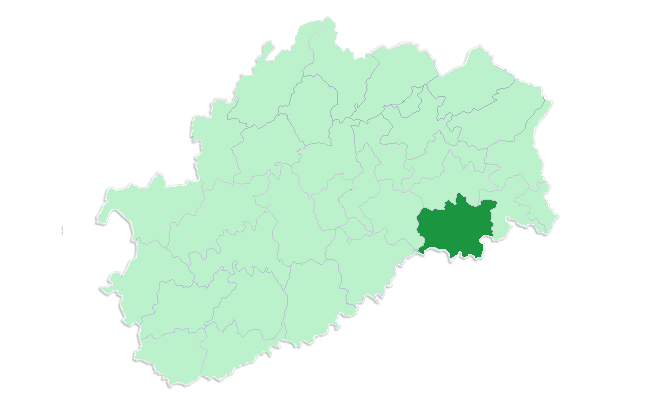
Situation du canton de Villersexel dans le département de la Haute-Saône avant 2015.

Le canton de Villersexel regroupait 32 communes.
| Nom                                | Code Insee | Codepostal | Superficie (km2) | Population (dernière pop. légale) | Densité (hab./km2) |
| ---------------------------------- | ---------- | ---------- | ---------------- | --------------------------------- | ------------------ |
| Villersexel (chef-lieu)            | 70561      | 70110      | 13,19            | 1 456 (2012)                      | 110                |
| Aillevans                          | 70005      | 70110      | 5,78             | 143 (2012)                        | 25                 |
| Athesans-Étroitefontaine           | 70031      | 70110      | 12,88            | 681 (2012)                        | 53                 |
| Autrey-le-Vay                      | 70042      | 70110      | 2,79             | 77 (2012)                         | 28                 |
| Beveuge                            | 70072      | 70110      | 5,18             | 80 (2012)                         | 15                 |
| Courchaton                         | 70180      | 70110      | 13,53            | 461 (2012)                        | 34                 |
| Crevans-et-la-Chapelle-lès-Granges | 70187      | 70400      | 3,91             | 241 (2012)                        | 62                 |
| Fallon                             | 70226      | 70110      | 5,64             | 303 (2012)                        | 54                 |
| Faymont                            | 70229      | 70200      | 7,99             | 248 (2012)                        | 31                 |
| Georfans                           | 70264      | 70110      | 2,99             | 60 (2012)                         | 20                 |
| Gouhenans                          | 70271      | 70110      | 8,45             | 433 (2012)                        | 51                 |
| Grammont                           | 70273      | 70110      | 5,94             | 65 (2012)                         | 11                 |
| Granges-la-Ville                   | 70276      | 70400      | 2,61             | 202 (2012)                        | 77                 |
| Granges-le-Bourg                   | 70277      | 70400      | 10,35            | 383 (2012)                        | 37                 |
| Longevelle                         | 70307      | 70110      | 4,10             | 123 (2012)                        | 30                 |
| Les Magny                          | 70317      | 70110      | 11,46            | 134 (2012)                        | 12                 |
| Marast                             | 70332      | 70110      | 3,06             | 43 (2012)                         | 14                 |
| Mélecey                            | 70336      | 70110      | 3,35             | 157 (2012)                        | 47                 |
| Mignavillers                       | 70347      | 70400      | 7,59             | 371 (2012)                        | 49                 |
| Moimay                             | 70349      | 70110      | 6,22             | 223 (2012)                        | 36                 |
| Oppenans                           | 70395      | 70110      | 3,57             | 62 (2012)                         | 17                 |
| Oricourt                           | 70396      | 70110      | 3,65             | 38 (2012)                         | 10                 |
| Pont-sur-l'Ognon                   | 70420      | 70110      | 4,16             | 59 (2012)                         | 14                 |
| Saint-Ferjeux                      | 70462      | 70110      | 1,77             | 80 (2012)                         | 45                 |
| Saint-Sulpice                      | 70474      | 70110      | 3,53             | 141 (2012)                        | 40                 |
| Secenans                           | 70484      | 70400      | 2,88             | 166 (2012)                        | 58                 |
| Senargent-Mignafans                | 70487      | 70110      | 10,77            | 284 (2012)                        | 26                 |
| Vellechevreux-et-Courbenans        | 70530      | 70110      | 9,14             | 143 (2012)                        | 16                 |
| La Vergenne                        | 70544      | 70200      | 2,95             | 125 (2012)                        | 42                 |
| Villafans                          | 70552      | 70110      | 6,44             | 202 (2012)                        | 31                 |
| Villargent                         | 70553      | 70110      | 2,86             | 120 (2012)                        | 42                 |
| Villers-la-Ville                   | 70562      | 70110      | 5,87             | 157 (2012)                        | 27                 |

### Composition depuis 2015
Depuis le redécoupage cantonal de 2014 en France, le canton regroupe 47 communes entières.
| Nom                                 | Code Insee | Intercommunalité                      | Superficie (km2) | Population (dernière pop. légale) | Densité (hab./km2) | Modifier                                    |
| ----------------------------------- | ---------- | ------------------------------------- | ---------------- | --------------------------------- | ------------------ | ------------------------------------------- |
| Villersexel (bureau centralisateur) | 70561      | CC du Pays de Villersexel             | 13,19            | 1 425 (2022)                      | 108                | modifier les données · modifier les données |
| Aillevans                           | 70005      | CC du Pays de Villersexel             | 5,78             | 126 (2022)                        | 22                 | modifier les données · modifier les données |
| Athesans-Étroitefontaine            | 70031      | CC du Pays de Villersexel             | 12,88            | 630 (2022)                        | 49                 | modifier les données · modifier les données |
| Autrey-le-Vay                       | 70042      | CC du Pays de Villersexel             | 2,79             | 92 (2022)                         | 33                 | modifier les données · modifier les données |
| Autrey-lès-Cerre                    | 70040      | CC du Triangle Vert                   | 5,48             | 240 (2022)                        | 44                 | modifier les données · modifier les données |
| Belles-Fontaines                    | 70180      | CC du Pays de Villersexel             | 25,66            | 603 (2022)                        | 23                 | modifier les données · modifier les données |
| Beveuge                             | 70072      | CC du Pays de Villersexel             | 5,18             | 87 (2022)                         | 17                 | modifier les données · modifier les données |
| Borey                               | 70077      | CC du Triangle Vert                   | 14,50            | 220 (2022)                        | 15                 | modifier les données · modifier les données |
| Calmoutier                          | 70111      | CC du Triangle Vert                   | 14,04            | 268 (2022)                        | 19                 | modifier les données · modifier les données |
| Cerre-lès-Noroy                     | 70115      | CC du Triangle Vert                   | 9,96             | 238 (2022)                        | 24                 | modifier les données · modifier les données |
| Colombe-lès-Vesoul                  | 70162      | CC du Triangle Vert                   | 7,94             | 480 (2022)                        | 60                 | modifier les données · modifier les données |
| Colombotte                          | 70164      | CC du Triangle Vert                   | 4,35             | 67 (2022)                         | 15                 | modifier les données · modifier les données |
| Crevans-et-la-Chapelle-lès-Granges  | 70187      | CC du Pays de Villersexel             | 3,91             | 250 (2022)                        | 64                 | modifier les données · modifier les données |
| Dampvalley-lès-Colombe              | 70199      | CC du Triangle Vert                   | 6,26             | 119 (2022)                        | 19                 | modifier les données · modifier les données |
| La Demie                            | 70203      | CC du Pays de Montbozon et du Chanois | 6,26             | 160 (2022)                        | 26                 | modifier les données · modifier les données |
| Esprels                             | 70219      | CC du Pays de Villersexel             | 14,81            | 711 (2022)                        | 48                 | modifier les données · modifier les données |
| Fallon                              | 70226      | CC du Pays de Villersexel             | 5,64             | 308 (2022)                        | 55                 | modifier les données · modifier les données |
| Gouhenans                           | 70271      | CC du Pays de Villersexel             | 8,45             | 361 (2022)                        | 43                 | modifier les données · modifier les données |
| Grammont                            | 70273      | CC du Pays de Villersexel             | 5,94             | 67 (2022)                         | 11                 | modifier les données · modifier les données |
| Granges-la-Ville                    | 70276      | CC du Pays de Villersexel             | 2,61             | 184 (2022)                        | 70                 | modifier les données · modifier les données |
| Granges-le-Bourg                    | 70277      | CC du Pays de Villersexel             | 10,35            | 381 (2022)                        | 37                 | modifier les données · modifier les données |
| Liévans                             | 70303      | CC du Triangle Vert                   | 4,16             | 154 (2022)                        | 37                 | modifier les données · modifier les données |
| Longevelle                          | 70307      | CC du Pays de Villersexel             | 4,10             | 119 (2022)                        | 29                 | modifier les données · modifier les données |
| Les Magny                           | 70317      | CC du Pays de Villersexel             | 11,46            | 146 (2022)                        | 13                 | modifier les données · modifier les données |
| Marast                              | 70332      | CC du Pays de Villersexel             | 3,06             | 49 (2022)                         | 16                 | modifier les données · modifier les données |
| Mélecey                             | 70336      | CC du Pays de Villersexel             | 3,35             | 135 (2022)                        | 40                 | modifier les données · modifier les données |
| Mignavillers                        | 70347      | CC du Pays de Villersexel             | 7,59             | 366 (2022)                        | 48                 | modifier les données · modifier les données |
| Moimay                              | 70349      | CC du Pays de Villersexel             | 6,22             | 238 (2022)                        | 38                 | modifier les données · modifier les données |
| Montjustin-et-Velotte               | 70364      | CC du Triangle Vert                   | 7,54             | 121 (2022)                        | 16                 | modifier les données · modifier les données |
| Neurey-lès-la-Demie                 | 70381      | CC du Pays de Montbozon et du Chanois | 9,70             | 352 (2022)                        | 36                 | modifier les données · modifier les données |
| Noroy-le-Bourg                      | 70390      | CC du Triangle Vert                   | 31,78            | 505 (2022)                        | 16                 | modifier les données · modifier les données |
| Oppenans                            | 70395      | CC du Pays de Villersexel             | 3,57             | 60 (2022)                         | 17                 | modifier les données · modifier les données |
| Oricourt                            | 70396      | CC du Pays de Villersexel             | 3,65             | 34 (2022)                         | 9,3                | modifier les données · modifier les données |
| Pont-sur-l'Ognon                    | 70420      | CC du Pays de Villersexel             | 4,16             | 59 (2022)                         | 14                 | modifier les données · modifier les données |
| Saint-Ferjeux                       | 70462      | CC du Pays de Villersexel             | 1,77             | 79 (2022)                         | 45                 | modifier les données · modifier les données |
| Saint-Sulpice                       | 70474      | CC du Pays de Villersexel             | 3,53             | 119 (2022)                        | 34                 | modifier les données · modifier les données |
| Secenans                            | 70484      | CC du Pays de Villersexel             | 2,88             | 188 (2022)                        | 65                 | modifier les données · modifier les données |
| Senargent-Mignafans                 | 70487      | CC du Pays de Villersexel             | 10,77            | 284 (2022)                        | 26                 | modifier les données · modifier les données |
| Vallerois-le-Bois                   | 70516      | CC du Triangle Vert                   | 12,59            | 232 (2022)                        | 18                 | modifier les données · modifier les données |
| Vallerois-Lorioz                    | 70517      | CC du Pays de Montbozon et du Chanois | 6,31             | 433 (2022)                        | 69                 | modifier les données · modifier les données |
| La Vergenne                         | 70544      | CC du Pays de Villersexel             | 2,95             | 110 (2022)                        | 37                 | modifier les données · modifier les données |
| Villafans                           | 70552      | CC du Pays de Villersexel             | 6,44             | 198 (2022)                        | 31                 | modifier les données · modifier les données |
| Villargent                          | 70553      | CC du Pays de Villersexel             | 2,86             | 115 (2022)                        | 40                 | modifier les données · modifier les données |
| Villers-la-Ville                    | 70562      | CC du Pays de Villersexel             | 5,87             | 155 (2022)                        | 26                 | modifier les données · modifier les données |
| Villers-le-Sec                      | 70563      | CC du Triangle Vert                   | 11,11            | 522 (2022)                        | 47                 | modifier les données · modifier les données |
| Canton de Villersexel               | 7017       |                                       | 353,40           | 11 790 (2022)                     | 33                 | modifier les données                        |

## Démographie

### Démographie avant 2015
| 1962  | 1968  | 1975  | 1982  | 1990  | 1999  | 2006  | 2011  | 2012  |
| ----- | ----- | ----- | ----- | ----- | ----- | ----- | ----- | ----- |
| 6 672 | 6 812 | 6 821 | 7 212 | 7 140 | 6 881 | 7 198 | 7 443 | 7 461 |

### Démographie depuis 2015
En 2022, le canton comptait 11 790 habitants, en évolution de −0,79 % par rapport à 2016 (Haute-Saône : −1,4 %, France hors Mayotte : +2,11 %).
| 2013   | 2018   | 2022   |
| ------ | ------ | ------ |
| 11 916 | 11 862 | 11 790 |